# Влюблённые в году первом
«Влюблённые в году первом» (чеш. Milenci v roce jedna; в советском прокате — «Весна грустной любви») — чехословацкий драматический фильм 1973 года режиссёра Ярослава Балика.

## Сюжет
Лето 1945 года — первое лето после войны. Студент Павел, увлекающийся кино, со своей кинокамерой снимает атмосферу первых мирных дней Праги. На набережной в кадр попадает девушка с таинственным видом, которая очаровывает его своей красотой. Но девушка по имени Елена застенчива и неприступна. Павел знакомится с её старшей сестрой Ольгой, от которой узнаёт, что девочки в войну потеряли родителей, провели годы немецкой оккупации в концлагере и не могут забыть пережитые ужасы. Поскольку Павел пережил войну без особого беспокойства, его сближение с Еленой происходит медленно и сложно, тем более что её сестра Ольга ревнует и прямо ненавидит Павла. Финал фильма остаётся открытым — совместное будущее молодой пары неопределённо, и спасти его может только настоящая любовь…

## В ролях
- Марта Ванчурова — Елена Полякова
- Виктор Прейсс — Павел Круз
- Либуше Швормова — Ольга
- Петр Свойтка — Эвжен
- Яна Швандова — Яна
- Ота Скленчка — режиссёр
- Бедржих Прокош — профессор
- Иржи Кодет — ассистент
- Ян Теплый — младик
- Надя Конвалинкова — Ярмила
- Йитка Смутна — Здена
- Йитка Зеленогорска — Йитка
- Сюзанна Гейслерова — Вера
- Иржи Лабус — Хонжа

## Фестивали и награды
Исполнительница главной роли Марта Ванчурова награждена призом «За лучшую женскую роль» Кинофестиваля в Карловых Варах (1974), фильм получил главную награду «Золотой колос» Международный кинофестиваль в Вальядолиде (1976), выдвигался от Чехословакии на кинопремию «Оскар» (1975) в категории «Лучший иностранный фильм», но не был принят к конкурсу.